# Bill Davison
William Edward "Wild Bill" Davison (født 5. januar 1906 i Defiance, Ohio, død 14. november 1989 i Santa Barbara, Californien) var en amerikansk jazzkornetist, som kom frem i 1920'erne, men ikke opnåede større opmærksomhed og anerkendelse før 1940'erne. Han huskes bedst for sit samarbejde med orkesterlederen Eddie Condon, med hvem han arbejdede sammen og indspillede plader fra midten af 1940'erne og frem til 1960'erne. Sit tilnavn "Wild Bill" fik han, fordi han var kendt for at leve et vildt liv med alkohol og mange kvinder.